# Церква Покрови Пресвятої Богородиці (Шарівка)
Свято-Вознесенська церква (у різні часи відома також як костел Благовіщення Діви Марії та церква Різдва Богородиці) — мурована чинна церква Української православної церкви в селі Шарівка Ярмолинецького району Хмельницької області. Колишній костел, оригінальна пам'ятка, що репрезентує тип вежового триконхового храму.

## З історії церкви

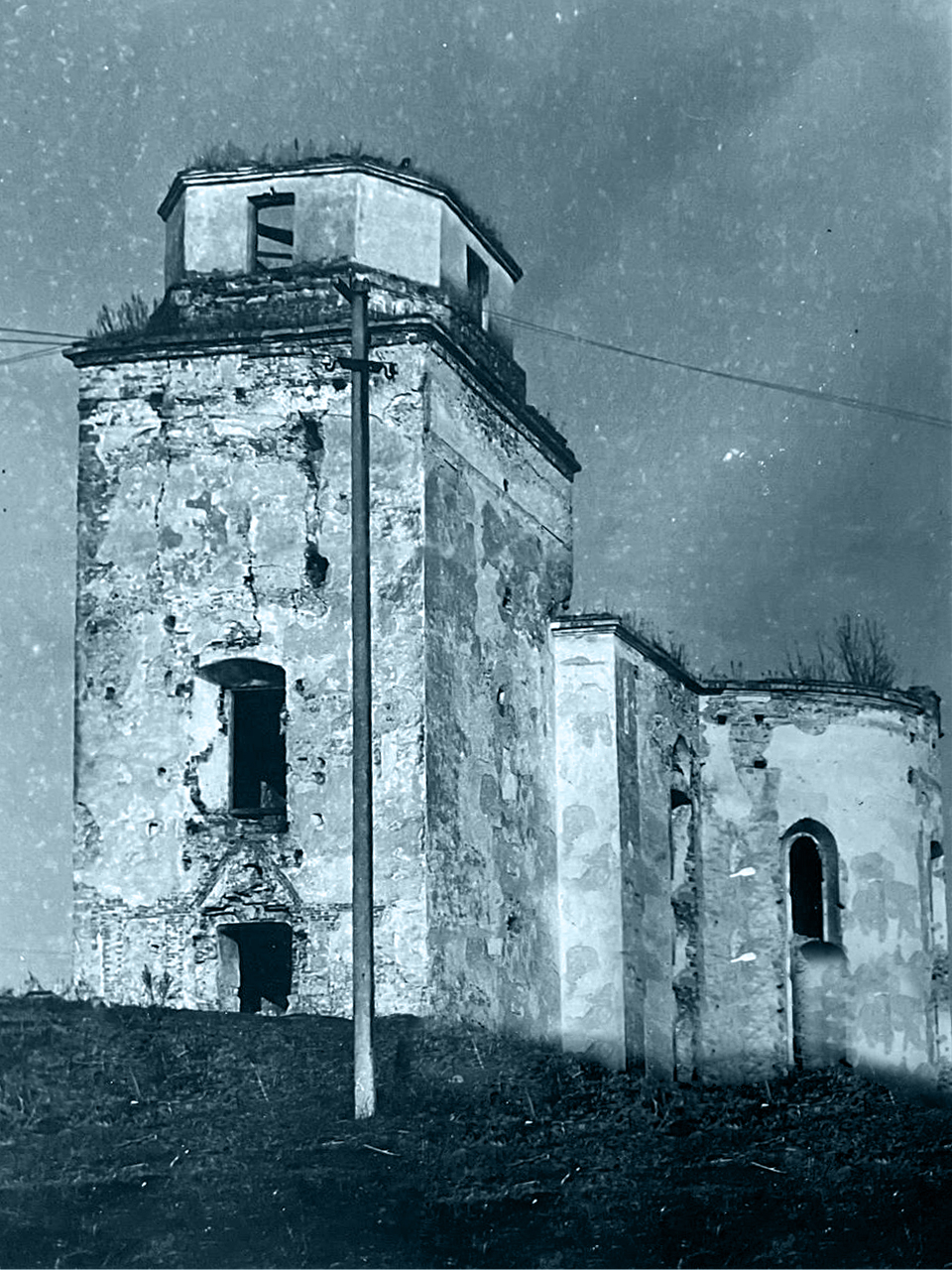
Стан храму у 1980 році

Стародавня частина культової споруди — дзвіниця побудована в XIV столітті як оборонна вежа, що стояла на Кучманському торговому шляху.
У 1430-ті роки шляхтич Ян Домарат прибудував до східного фасаду вежі триконховий храмовий об'єм. Оборонна вежа стала дзвіницею, її перший ярус перетворився у притвор, другий — перероблений під хори.
1570 року церкву перероблено на домініканський костел, фундатор — власник села, теребовельський староста Якуб Претвич (син Бернарда Претвича, як фундатор був похований в костелі).
Після руйнувань на початку XVIII століття костел було відновлено 1773 року. У центральній частині було зроблено нове склепіння, укріплено стіни, розтесано й закладено у верхніх частинах віконниці, у бічних просторах пробито нові входи, замінено дах. Стіни та склепіння були розписані художником І. Праґтлем (темпера).
У 1832 році після придушення Польського повстання проти Російської окупації костел було повернуто православній громаді (став церквою).
У 1890—92 роках культову споруду було перебудовано — піднято стіни бічних просторів, закладено готичні прорізи, зведено нову покрівлю з дерев'яним барабаном і низьким шатром, стіни інтер'єру були розписані клейовими фарбами. У вежі надбудовані два яруси з шатровим дахом.
У 1960 - их роках церква була перетворена на складські приміщення, занедбана і частково зруйнована.
У 1980 році рішенням райвиконкому була передана релігійній громаді с. Шарівка Свято-Вознесенського храму. Громада одержала храм у жахливому стані. Споруду було відбудовано та розписано за кошти громади.

## Опис

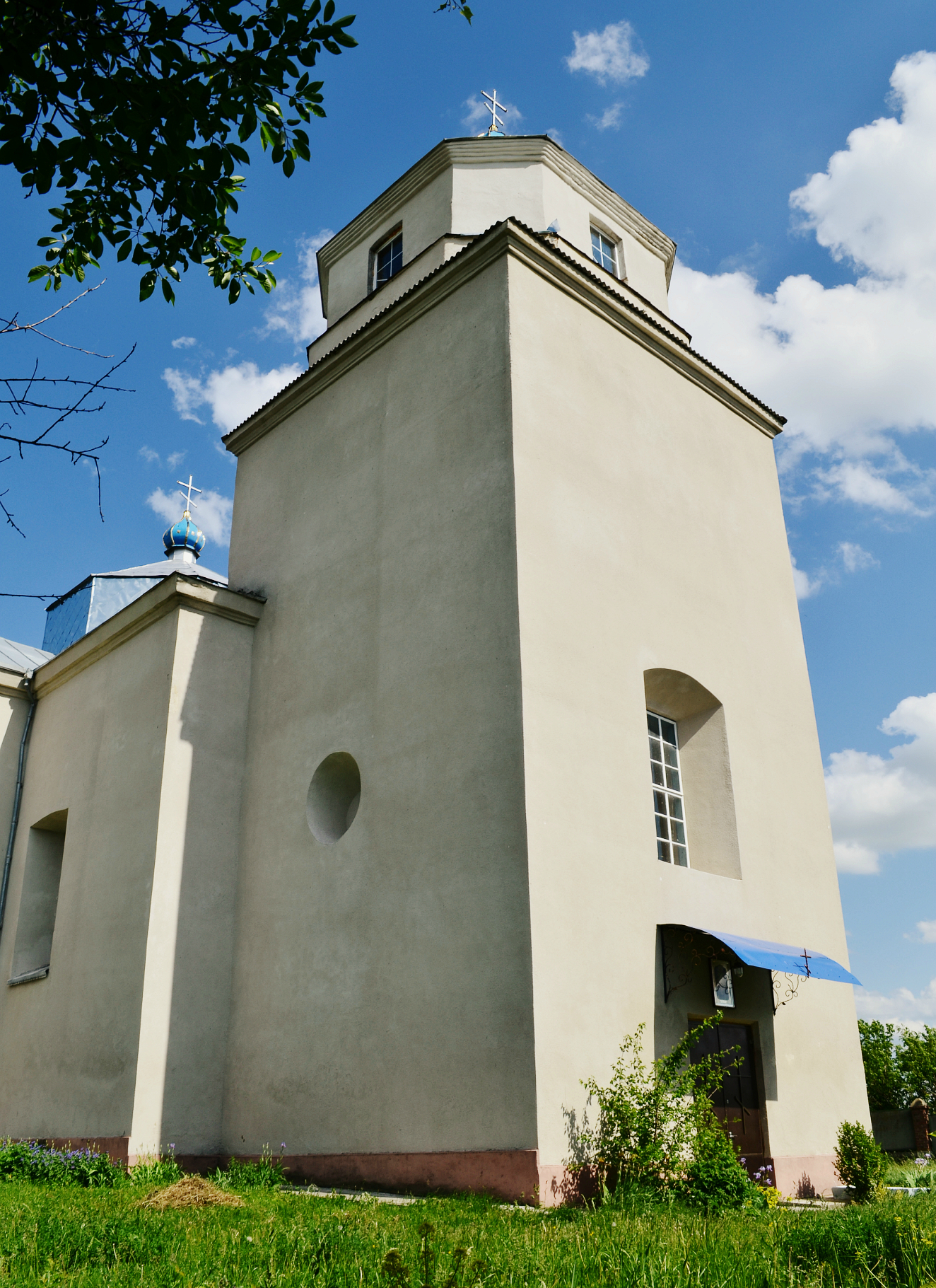
Вежа церкви

За об'ємно-планувальним вирішенням споруда Шарівська Покровська церква належить до типу триконхових, є в цілому типовою для середньовічної архітектури Поділля.
Церква перекрита системою напівциркульних конхових склепінь з розпалубками над вікнами і підпружними арками. Центральна частина розкрита до апсиди і бічним відгалуженням завдяки трьом широким прорізам зі стрілчастими арками.
Дзвіниця Покровської церкви — вежа, майже квадратна в плані, з внутрішніми розмірами сторін 6×5,4 м.
Товщина кам'яних стін — 1,7 м. Верхні два яруси складені з цегли. Склепіння над першим ярусом — напівциркульне, над рештою — балкові. Сходи на другий ярус — кам'яні внутрішньостінкові, проходять у південній стіні. Дверні та віконні прорізи ззовні — з архітравними цегляними перемичками
Пам'ятка є рідкісним типом споруди, що збереглися в Україні, що суміщають одночасно культові та оборонні функції.

## Галерея

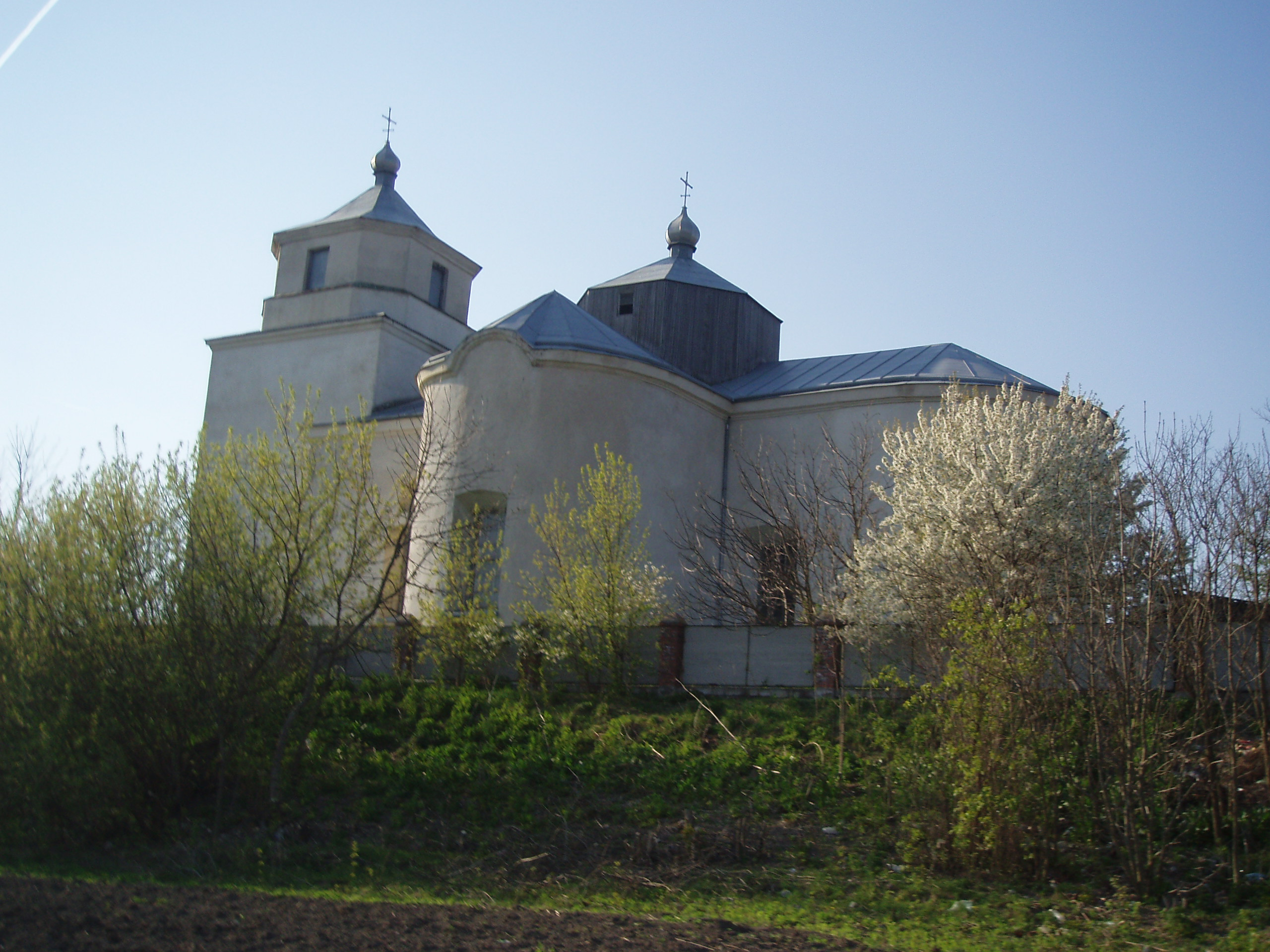
Вид на церкву збоку
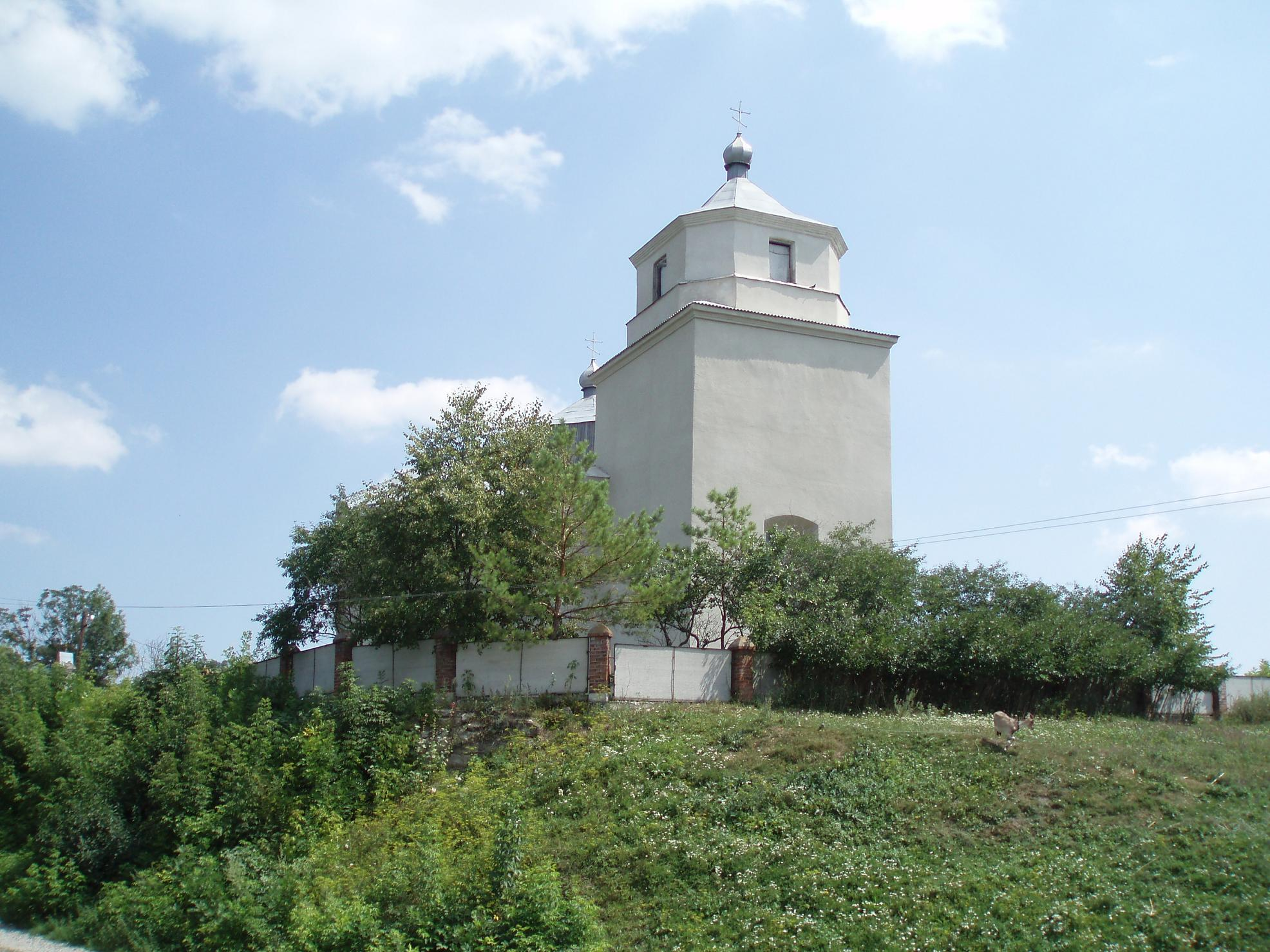
З боку вежі
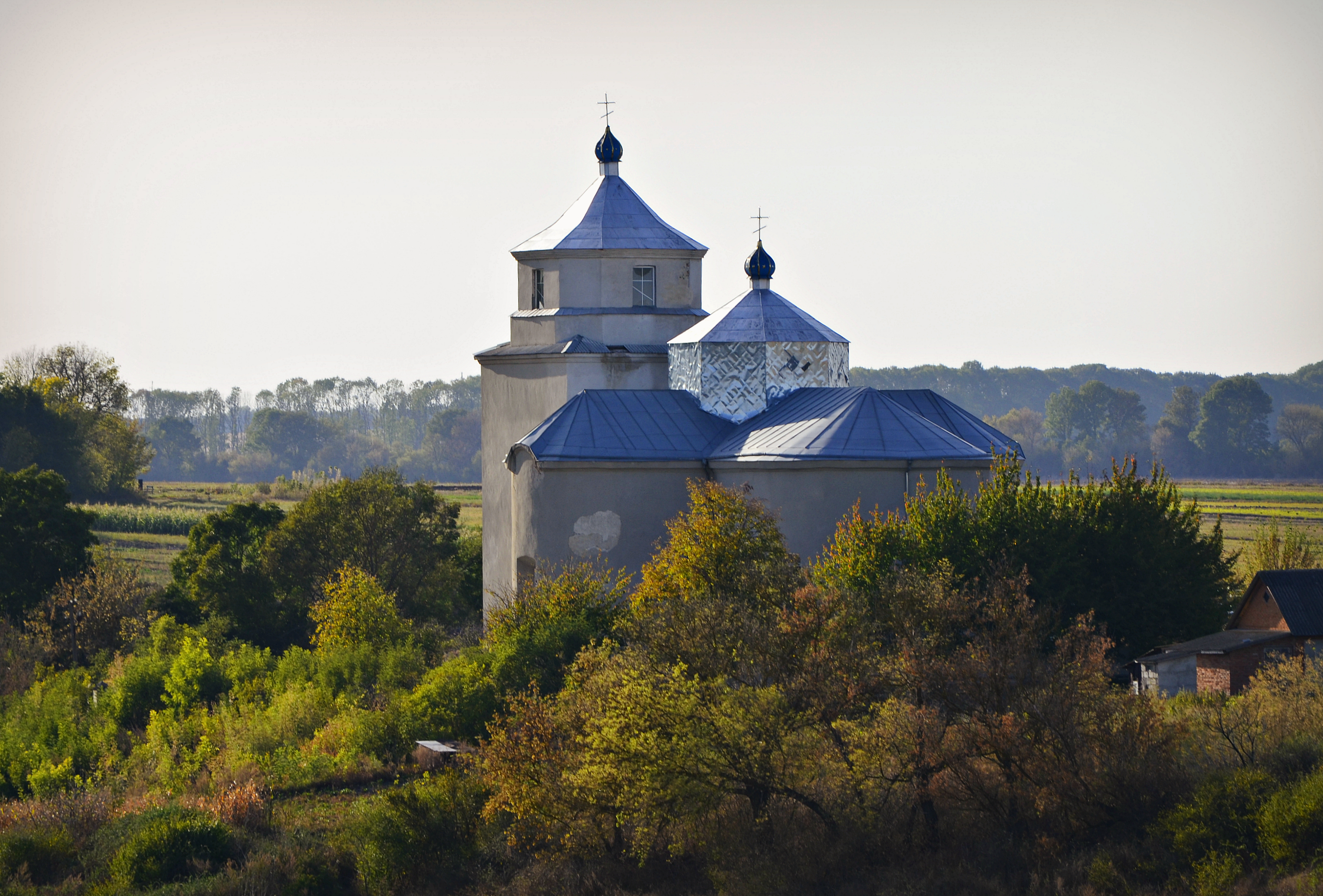
З протилежного боку
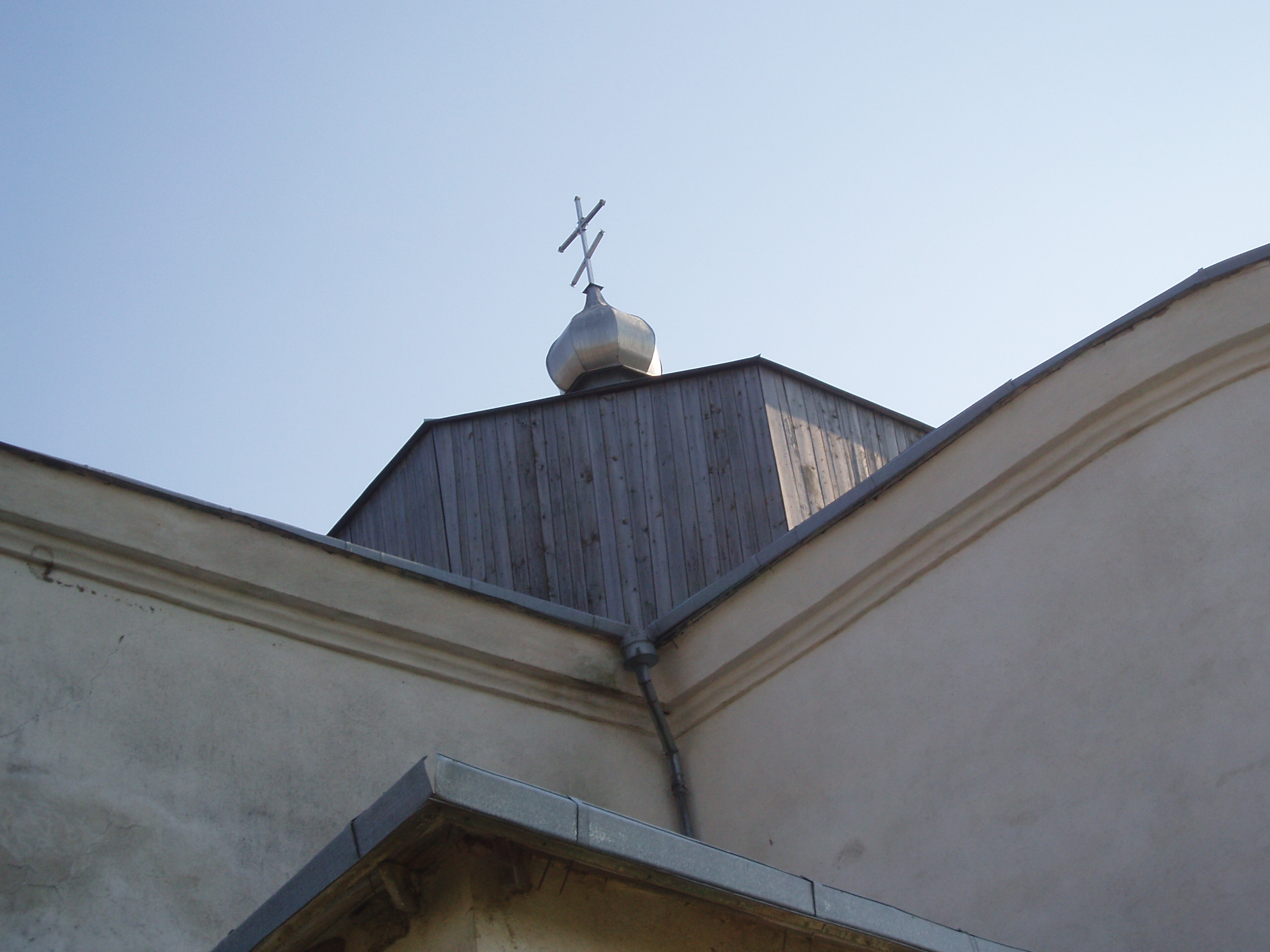
Вид на верхню частину храму